# Werner W. Wallroth
Werner Wolfgang Wallroth (* 28. Februar 1930 in Erfurt; † 9. August 2011 in Potsdam) war ein deutscher Regisseur und Autor, der über 20 Jahre für das DEFA-Studio für Spielfilme arbeitete und in dieser Zeit elf Kinofilme inszenierte.

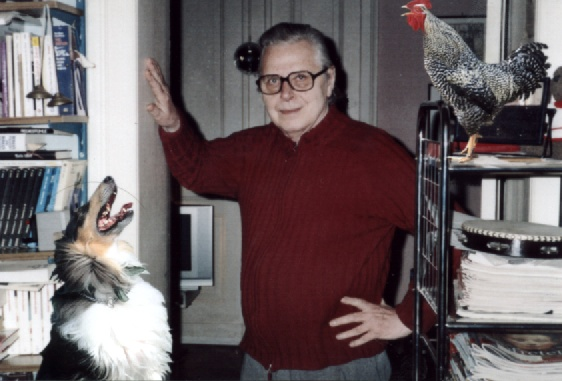
Werner W. Wallroth ca. 1985

## Leben und Werk
Werner Wolfgang Wallroths Eltern waren der Lagerarbeiter Willy Wallroth (1901–1974) und die Näherin Elsa geb. Lüder (1911–1993). Er hatte zwei Geschwister: Christa (* 1934) und Wolfgang Wallroth (1946–2008). 1948 legte Werner Wallroth das Abitur ab und nahm anschließend ein Studium der Germanistik und Anglistik in Jena auf, das er bald darauf abbrach. Es folgten verschiedene Tätigkeiten. Unter anderem war er Kulturassistent beim Rat der Stadt Erfurt und danach Kulturdirektor bei der HO Erfurt. Dort baute er einen Chor auf, mit dem er 1951 an den Weltfestspielen der Jugend und Studenten in Ost-Berlin teilnahm. 1954 nahm er ein Studium im neugegründeten Fachbereich Regie an der Deutschen Hochschule für Filmkunst in Babelsberg auf, das er fünf Jahre später beenden konnte. Danach folgte eine zweijährige Anstellung als wissenschaftlicher Oberassistent an der Babelsberger Filmhochschule. Zu seinen Lehrern gehörte Martin Hellberg.
Sein Regiedebüt feierte Wallroth 1961 mit dem Streifen Das Rabauken-Kabarett mit Ernst-Georg Schwill, Peter Reusse, Peter Sindermann und Günter Junghans in den Hauptrollen, gefolgt von dem Fernsehfilm Mord in Gateway, als er sich der Adaption von Wolfgang Schreyers Roman widmete und 1964 den politischen Abenteuerfilm Alaskafüchse inszenierte. Sein nächstes Werk, Hauptmann Florian von der Mühle, nach einer Erzählung von Joachim Kupsch mit Manfred Krug in der Hauptrolle, wurde sein erfolgreichster Film und ein kommerzieller Erfolg in den Kinos der DDR. Nach diesem Kinoerfolg verfilmte er die deutsch-deutsche Komödie Seine Hoheit – Genosse Prinz mit Rolf Ludwig in der Rolle des ostdeutschen Kaufmann Kaspar Mai. Wallroth geriet mit diesem Film in Konflikt mit der DDR-Zensur, sodass er gemeinsam mit Drehbuchautor Rudi Strahl den Film „wohlwollender“ nachbearbeiten musste.
1975 realisierte er den DEFA-Indianerfilm Blutsbrüder, für den er gemeinsam mit Wolfgang Ebeling und dem Schauspieler Dean Reed das Szenarium schrieb. Der Film konnte – auch wenn zu dieser Zeit das Indianerfilm-Genre ausgereizt war – einen beachtlichen Publikumserfolg erzielen und avancierte mit mehr als 1,6 Millionen Zuschauern zu einem der erfolgreichsten Streifen des Jahres. Gut zehn Jahre später inszenierte er mit der Liebeskomödie Der Doppelgänger sein letztes Werk für die DEFA, das jedoch nicht an seine vorherigen Erfolge anknüpfte und vom Kinopublikum kaum wahrgenommen wurde.
Werner W. Wallroth schrieb zahlreiche Liedtexte, unter anderem für Gerry Wolff, Chris Doerk, Nina Hagen, Hans-Jürgen Beyer, Dorit Gäbler, Jessy Rameik, Thomas Lück und Holger Biege, insbesondere jedoch für seinen Bruder, den Chansonsänger und Komponisten Wolfgang Wallroth.

## Filmografie
- 1959: Mein Freund Torka – Studienarbeit; Werner Wallroth (Buch und Regie), Günter Ost (Kamera)[1]
- 1961: Das Rabauken-Kabarett
- 1962: Mord in Gateway (Fernsehfilm)
- 1964: Alaskafüchse
- 1968: Hauptmann Florian von der Mühle
- 1969: Seine Hoheit – Genosse Prinz
- 1971: Du und ich und Klein-Paris
- 1972: Lützower
- 1975: Blutsbrüder
- 1977: DEFA Disko 77
- 1976: Liebesfallen
- 1983: Zille und ick
- 1985: Der Doppelgänger

### Fernsehspiele
- 1966: Der Neffe als Onkel – Lustspiel nach Picard/Schiller in einer Bearbeitung von Werner Wallroth, aufgezeichnet in Halle/Saale[2]
- 1970: Die Geldheirat – von Werner W. Wallroth nach Eugéne Scribe[3]
- 1973: Ein gewisser Katulla –  Buch: Rudi Strahl, Regie: Werner W. Wallroth, mit Rolf Herricht, Gerd Ehlers, Heinz Rennhack, Ursula Staack, aufgezeichnet im Fernsehtheater Moritzburg[4]
- 1974: Karriere N – auch „Karrieren“, Fernsehspiel von Alexander Kent nach der gleichnamigen Komödie von Ludwig Achtel. Dramaturgie: Michael Finke, Szenenbild: Dieter Adam, mit Heinz Rennhack, Sonja Hörbing, Werner Tietze, Harry Merkel, Ezard Haußmann, aufgezeichnet im Studio Halle/Saale[5]
- 1974: Das Wunschkind – aufgezeichnet im Schlosstheater Potsdam
- Akt mit Blume

## Bücher
- Tierkinder, guten Tag! Mit Illustrationen von Hans-Joachim Behrendt. Kinderbuchverlag, Berlin 1977.
- Die Waldmusikanten. Mit Illustrationen von Barbara Schumann und Kompositionen von Rudi Werion. Verlag Lied der Zeit, Berlin 1988, ISBN 3-7332-0041-1. (Eigentlich das Szenarium für den letzten Film Wallroths, der jedoch wegen der Abwicklung der DEFA nicht mehr gedreht wurde)